# Hermann Scherer
 (juin 2022).
 Hermann Scherer, né en 1893 et mort en 1927 en Allemagne, est un sculpteur allemand.

## Biographie

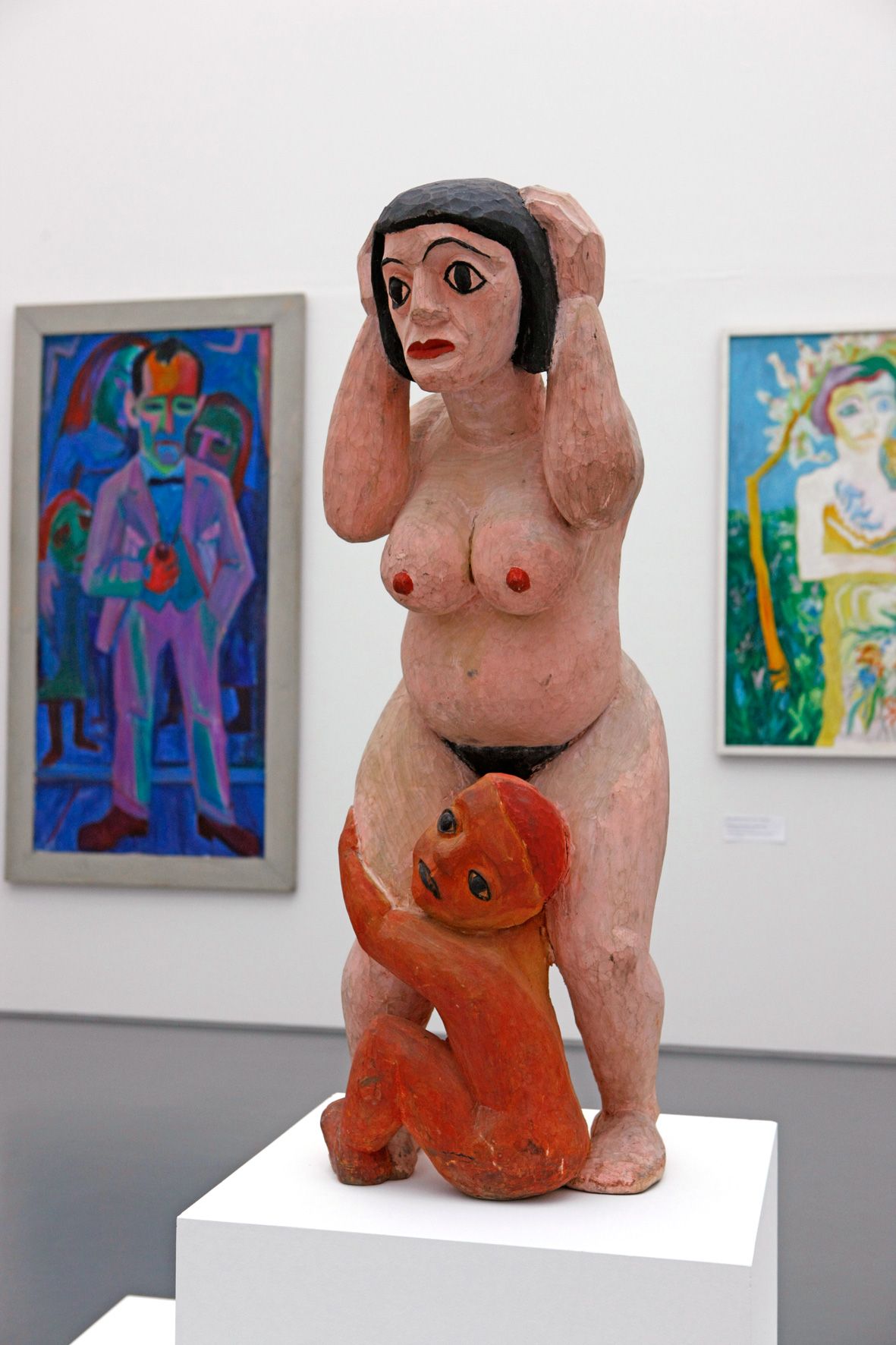
Sculpture exposée pour la première fois à Berlin en 1924. Cette sculpture semble avoir été repeinte, le bébé étant noir ou de couleur plus foncée dans la première version de 1924

Hermann Scherer commence à apprendre le métier de sculpteur après la fin de sa scolarité à Lörrach en 1907 dans un atelier de tailleur de pierre (atelier Schwab). 
De 1910 à 1919, il travaille comme tailleur de pierre successivement pour les sculpteurs bâlois Carl Gutknecht, Otto Roos et Carl Burckhardt.

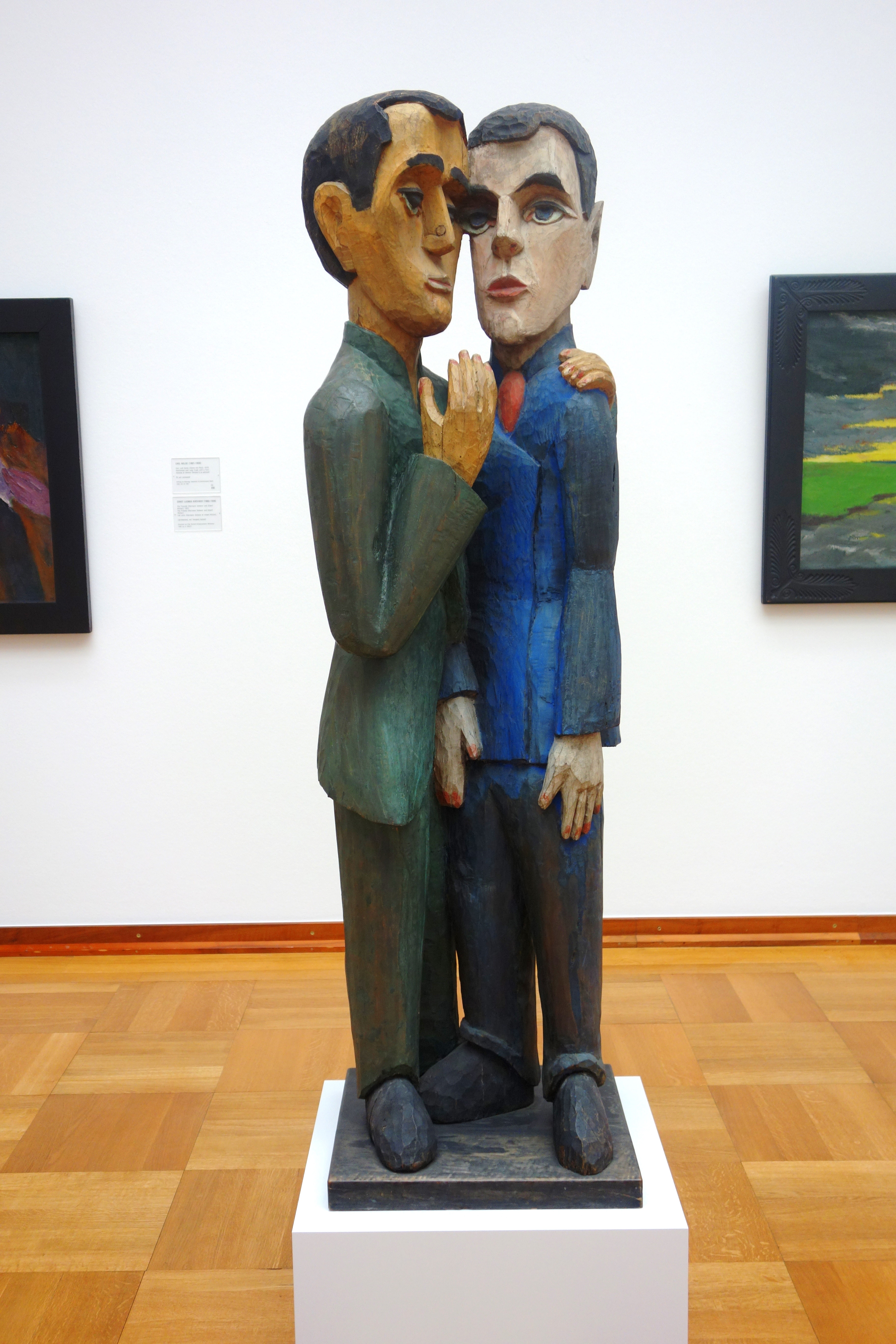
Scherer & Albert Müller (sculpture de Ernst Kirchner)

Il décide d'embrasser une carrière artistique en 1920 après avoir visité une exposition d'Edvard Munch au Kunsthaus de Zurich et après avoir fait la connaissance d'Ernst Ludwig Kirchner. 
De 1922 à 1924 il fait plusieurs longs séjours de travail à Frauenkirch (près de Davos). 

En 1924, il a enfin l'occasion de se faire connaître dans une exposition d'art moderne allemand récent à Stuttgart où trois de ses sculptures en bois sont exposées. 
Fin 1924, il fonde avec Albert Müller et Paul Camenisch, le groupe des artistes rouge-bleu.
Le groupe d'artistes a un premier écho public à l'occasion de l'exposition des beaux-arts de Bâle en 1925. À cette date, Albert Müller quitte le groupe, mais dès l'année suivante à l'occasion d'une exposition au Kunsthaus de Zurich est (1925). De même, comme à Bâle sont aussi différents que usines inapproprié ou refusé.[pas clair]
Puis, l'art expressionniste ayant été considéré et désigné comme « art dégénéré » par les partisans du nazisme montant, Scherer a détruit la plupart des œuvres qu'il a produites après 1919-1920.
En dépit de la rupture entre Kirchner et Scherer, les contacts artistiques se poursuivent avec Kirchner qui accompagne le groupe rouge-bleu à l'Exposition internationale d'art de Dresde en 1926. 
À l'automne 1926, Hermann Scherer tombe sérieusement malade. Il meurt le 13 mai 1927.
La Kunsthalle de Bâle lui dédie une rétrospective avec plus de 200 œuvres présentes.